# 八幡神社 (各務原市各務山の前町)
八幡神社（はちまんじんじゃ）は、岐阜県各務原市各務山の前町に鎮座する神社。

## 概要
美濃国神明帳に記されている各務郡座二十二座の一つ、児我明神といわれている。
かつては中山道の往還筋に鎮座していたが、寛永17年（1640年）に現在地に遷座する。

## 祭神
- 八幡大神
- 伊香我色乎命

## 石碑・石像
- 日露戦役三十周年記念碑
- 忠魂碑
- 乃木将軍像

## 文化財
- 灰釉狛犬

江戸時代奉納された、高さ約28cmの陶製の狛犬。表面に灰釉が施されている。市指定文化財（1975年（昭和50年）9月11日指定）。